# ラップ・レイジ

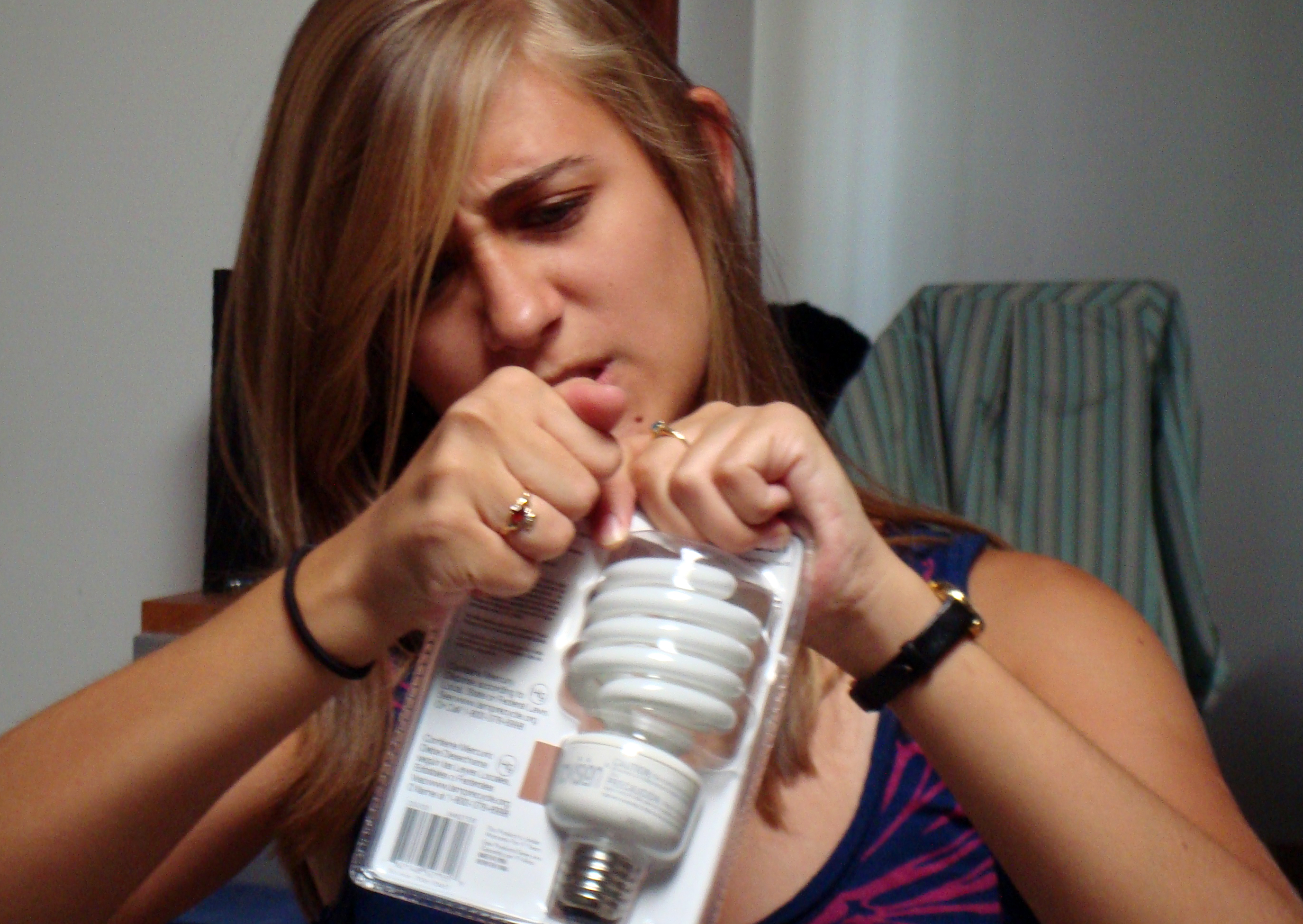
プラスチックの包装に苛立つ女性

ラップ・レイジ(wrap rage ）とはヒートシール加工したプラスチックのブリスター包装やクラムシェル包装などのパッケージをうまく開封できないときに感じる激しい怒りやフラストレーションのことで、2000年代に登場した比較的新しい言葉である。消費者は商品を開封するときの道具あるいはパッケージそのもので指を切ったり手首をひねったりして年間に何千回もの怪我をしているため、要望に応じて開けやすい仕組みを導入することはエンドユーザーにとっての利便性の向上につながる。

## 背景
包装というのは、種類によっては開封することが難しい仕様にしなければならないものもある。例えば一部の市販薬は、想定されている人が利用するまえに他の人が無許可で開けたりしないように、もしくは子供が開けてしまわぬように、不正開封を防止する仕組みをそなえることを定めた法規がある。そうではない包装にも、例えば外側には手をつけず中身だけを盗まれたり万引きされることを減らすために開封しにくくしているものがある。
硬い樹脂のブリスター包装は出荷時に製品を保護してもいる。また透明プラスチック（透明ビニール）を使っているのも消費者が購入する前に直接商品を目でみることができるからである。
「ラップ・レイジ」という言葉自体はこの現象に注目したマスコミによる造語である。「パッケージ・レイジ」という言葉もあり、1998年には使われ始めているが、英英辞典の『ワード・スパイ』は「ラップ・レイジ」の初出を2003年のデイリー・テレグラフ紙に求めている。アメリカ方言学会はこの言葉を2007年の最も「便利な」言葉の1つにノミネートしている。

## フラストレーションと怪我
2006年、コンシューマー・レポート誌は、開けにくい包装にしている製品に贈る<オイスター賞>を創設した際にこのラップ・レイジを現象として認識した。ピッツバーグ・ポストガゼット紙に掲載されたラップ･レイジに関する記事はアメリカのテレビ番組「ザ・コルベア・レポー」に注目したもので、司会のスティーヴン・コルベアが新しい電卓をプラスチックの包装からナイフを使って取りだそうとして失敗したときの回を扱っている。
ユアーズ誌が行った50歳以上の人間を対象にした調査では、2000人の回答者のうち実に99%がこの10年間でパッケージが開封しにくくなったと感じていることがわかった。97%は「あまりに過剰な包装」が存在すると答えており、60%が「包装を解きやすい商品のほうを買った」と答えている。コックス・スクール・オブ・ビジネスの調査では80%弱の世帯でプラスチックの包装に「怒りやフラストレーションを感じたり激怒したことがある」。消費者はそのような商品を表現するときに「嫌い」や「面倒」といった言葉を使う傾向にある。
また消費者は包装を解こうとしてカミソリ、カッターナイフ、はさみ、アイスピックなどの場合によっては危険な道具を使うことがある。ユアーズ誌の調査では、回答者の71%が食品のパッケージを開封しようとして怪我をしたことがあった。怪我の内訳としては指を切ったというのが最も多い回答で、以下は「手を切った、手首をひねった、手にあざができた、肩の筋肉を痛めた」が続く。イギリスの研究によれば、毎年6万人以上が食品のパッケージを開封したときに病院で治療を受けるほどの怪我をしている。アメリカの消費者製品安全委員会は、2004年にそういった怪我の治療に救急救命室が利用された回数を6,500回程度とする推計を発表している。2009年に行われた研究調査では成人（21歳以上）の17%が少なくとも一度はクリスマスプレゼントか誕生日プレゼントの包装を解いているときに怪我をしたことがあるか、したことがある人間を知っている。

## 解決法

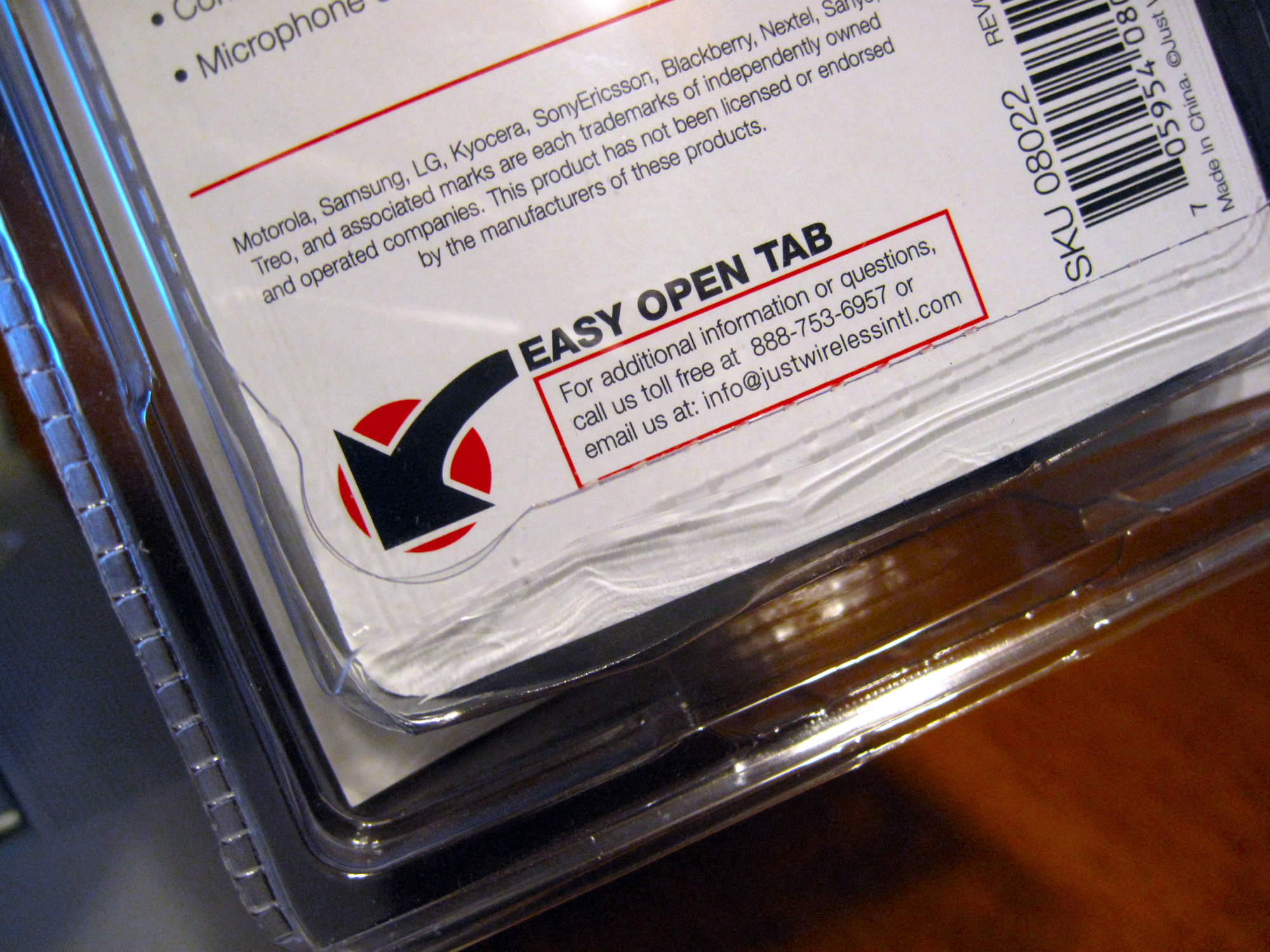
タブをつけるという新機軸を導入した包装は標準的なクラムシェル型では開けにくいという消費者の声にある程度は配慮したものといえる

### 包装側
包装をする側と販売者がその気になれば、包装された中身にたどりつくことを容易にする解決法は無数にありえる。しかし簡単に手が届くということは持ち出しや盗難が増えるということでもある。
消費者が製品を開封するときのフラストレーションを減らせるように包装を解きやすいようにする会社もある。だが一方で不正開封防止装置をつけざるをえない製品を扱っている会社もある。パッケージングを改善するための努力を促しているのは消費者や販売者からの要請でもあり、また年齢を重ねるごとに開封する方法を発見することが難しくなっていくと感じている高齢者からの要請でもある。
開けやすいように包装を簡便にする方法はいくつかあり、それぞれに歴史がある。例えば切り取り点線をつけたり開封帯で代用する、破って開けるような部材を使用するなどの手段が挙げられる。そういった工夫の中には包装費用を押し上げるものもある。

### 消費者側

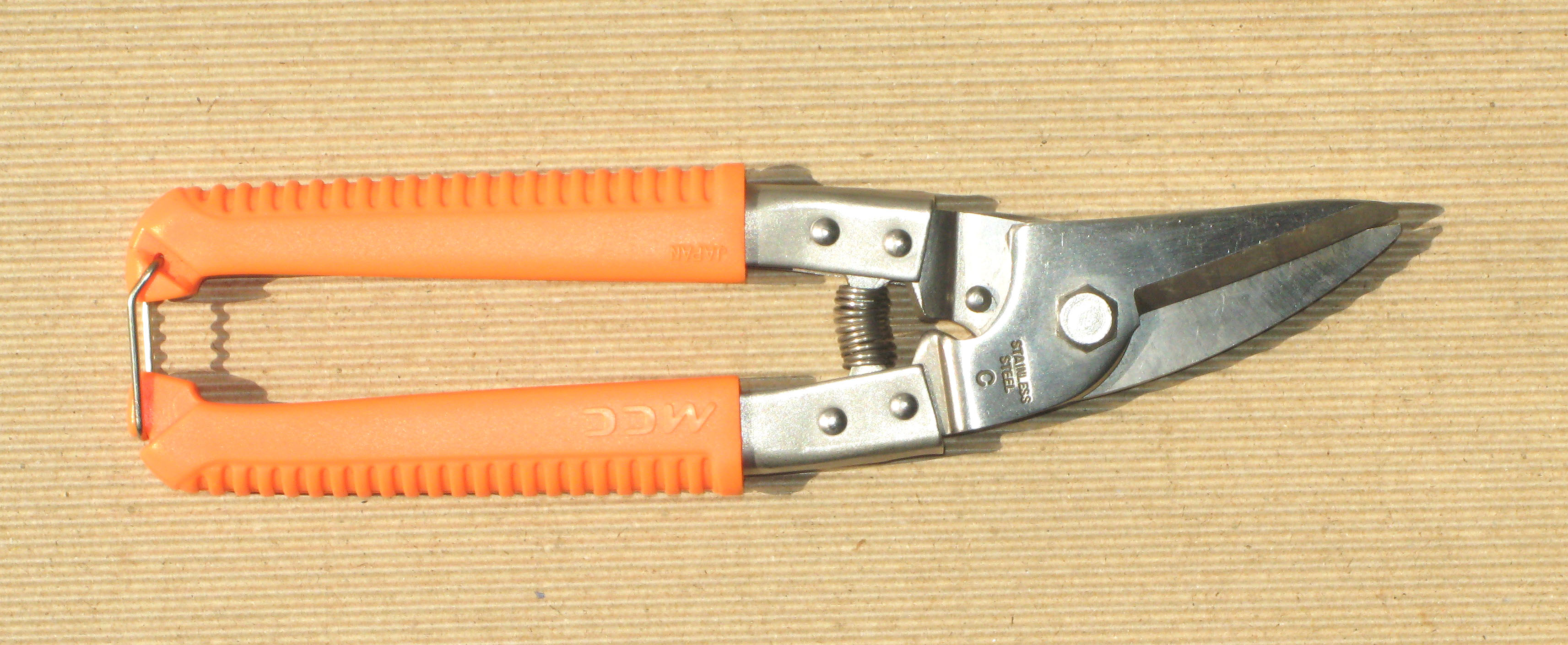
金切り鋏

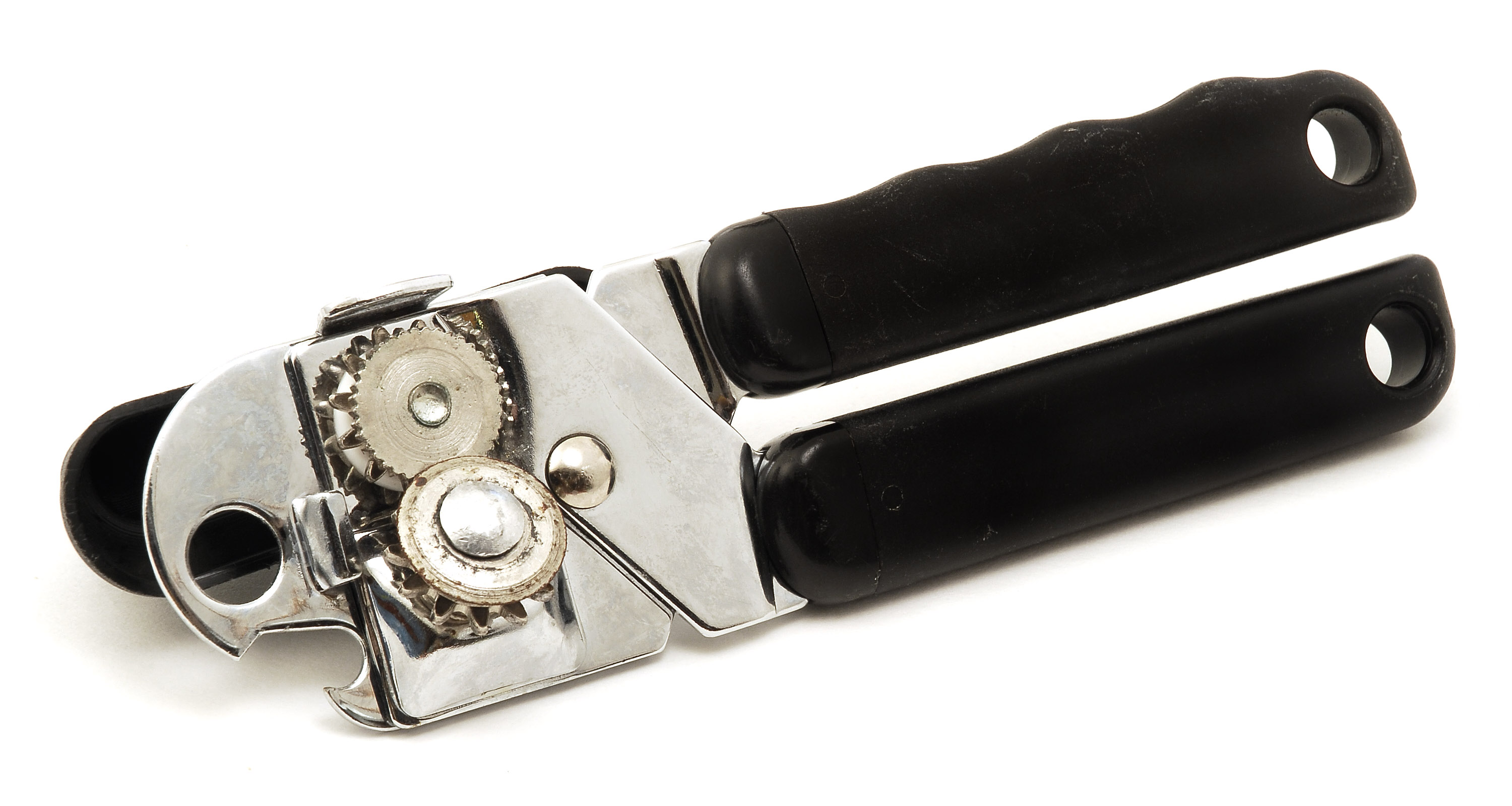

面倒な包装を解くためには、家庭用のハサミや万能ナイフが使われることがある。なかでも金切り鋏は丈夫なプラスチック包装を解くのに向いている。梃子の原理のおかげで、手にほとんど力を入れずにパッケージに切れ目を入れることができるのである。また、（米国の家庭によくあるような）缶切りでも開けることができる。